# مهره‌دار بی‌اندام

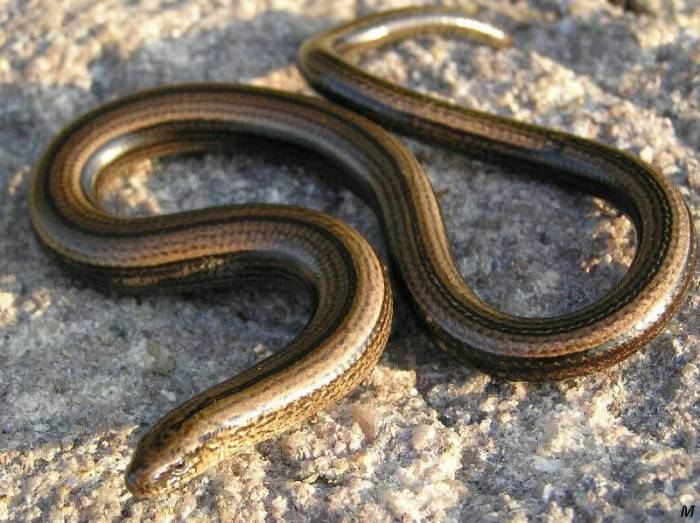
مارمولک‌ها در موارد متعددی به شکل‌های بدون اندام تکامل یافته هستند. مارمولک بدون پا که در بالا نشان داده شده‌است به عنوان کلمره (Anguis fragilis) شناخته می‌شود.

بسیاری از مهره‌داران به شکل‌های بدون اندام، اندام کوچک‌شده، یا بی‌پا تکامل‌یافته‌اند. خزندگان در موارد متعددی به شکل‌های بدون اندام تکامل یافته‌اند - مارها، کرمی‌مارمولکان، و مارمولک‌های بی‌پا (از دست دادن اندام در مارمولک‌ها چندین بار به‌طور مستقل تکامل یافته‌است، نمونه‌هایی شامل خانواده‌های مارمولکان استرالیایی و سقنقورهای کور و گونه‌های Isopachys , Anguis، و Ophisaurus). همین امر در مورد دوزیستان - برهنه‌ماران، سمندرهای بی‌پا (کلادی از سمندرها که بدون اندام هستند به جز اندام‌های جلویی آتروفی‌شده)، سمندرهای ماری (کلاد سمندر با اندام‌های بسیار آتروفی‌شده که غیرعملکردی به نظر می‌رسند) و حداقل برای سه گروه منقرض‌شده (پنهان‌پایان، لیسوروفیا (Lysorophia) و ناپیدامهرگان) صادق است. لارو دوزیستان، یعنی نوزاد قورباغه‌ها، نیز اغلب بدون اندام هستند.
شکل‌های بدون پا در خزندگان و دوزیستان احتمالاً به گونه‌ای تکامل یافته‌اند که بتوانند آسان‌تر در زیرزمین یا در آب حرکت کنند. برخی از تجزیه و تحلیل‌ها نشان می‌دهد که ازدیاد طول و حرکت مواج (لغزشی) ابتدا، پیش از از دست دادن اندام تکامل یافته‌است. بحث در مورد منشأ بی‌اندامی منجر به یک فرضیه موقت در مورد منشأ دریایی برای مارها شد که از زمان کشف فسیل مارها دارای اندام عقبی، دیگر مورد پسند قرار نگرفت.

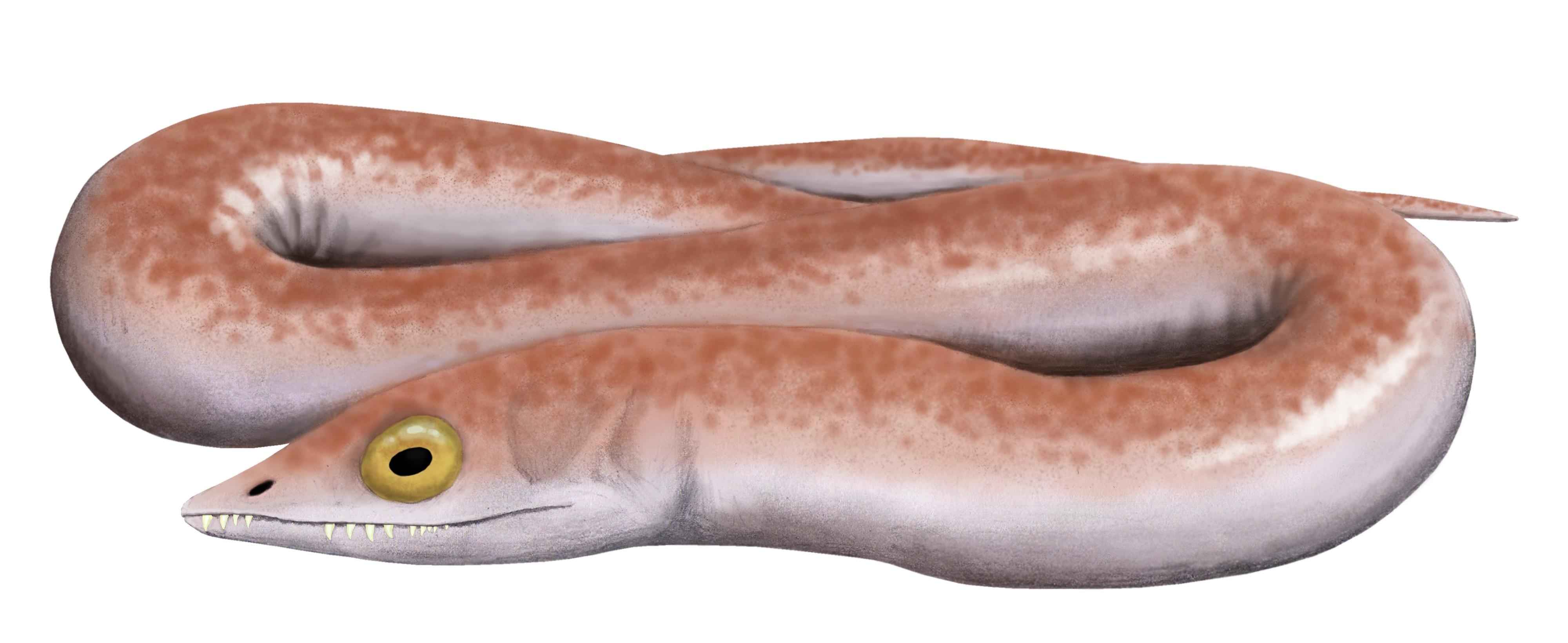
بازسازی آتشینک، دوزیست فسیلی متعلق به پنهان‌پایان بی‌اندام.

## جستارهای بیشتر
- جابجایی زمینی
- تکامل مار
- لارو - که بسیاری از اشکال بدون اندام غیرمهره‌داران را توصیف می‌کند.